# La Malachère
La Malachère település Franciaországban, Haute-Saône megyében. Lakosainak száma 302 fő (2022. január 1.). La Malachère Hyet, Quenoche, Rioz és Traitiéfontaine községekkel határos.

## Népesség
A település népességének változása:
| Lakosok száma | 297  | 306  | 310  | 307  | 307  | 309  | 307  | 307  | 302  |
|               | 2013 | 2015 | 2016 | 2017 | 2018 | 2019 | 2020 | 2021 | 2022 |